# 商学
商学（しょうがく、英: Commercial Science）とは、販売者と消費者を結びつける商業そのものについて学ぶ学問であり、それに伴う「マーケティング」「流通」「金融」「会計」などを研究の対象とする。近似の分野として、社会全体の経済の動きや仕組みを研究する経済学や、経済活動を行う組織の仕組みやマネジメントを研究する経営学などがある。

## 概要
交換と取引に関する学問に注目した歴史学であるという説もある。福澤諭吉により江戸時代の商取引慣習に簿記を初めて導入した簿記講習所、現在の一橋大学の源流である商法講習所、三菱財閥が設立した三菱商業学校（慶應義塾分校）、桐原捨三（慶應義塾出身）を所長として設立された大阪商業講習所（現・大阪公立大学、大阪市立大学）等の官民の教育機関を通して、明治期から商学に関する学問体系が確立してきた。
現在、大きく分けて3つの分野に大別される。
1. 流通・マーケティング
2. 会計
3. 金融・財政

他にも、必要に応じ経済法や労働法といった法律制度、地理学、通信、観光、また貿易実務英語など、商業に関することのほとんどが研究対象とされる。実際の商業と深く結びついており、もともと実学の性格が色濃い学問であると言える。学術団体については、1951年4月21日、日本商業学会が慶應義塾大学教授向井鹿松を初代会長として設立された。

## 大学の科目としての「商学」
通常、大学では、商学部あるいは経営学部でこれを学ぶことが出来る。経済学部のなかに「商学科」がある大学もある。かつては、東京大学経済学部にも、商業学科があったが「経営学科」に改称された。
商学部（又は経営学部）において、取り扱う分野の幅が広いのも一つの特徴で、各大学の商学部・経営学部によって開講科目が異なっていたり、分野によっては開講科目の豊富さにばらつきも見られる。この辺りの事情が経済学部と対照的である。
経済学関連については、ミクロ経済学（かつては、マルクス経済学とドイツ商業学）を重視し、必須又は選択必須科目であることが多い。
令和の日本の文教政策では高大連携がなされた。したがって、商業高等学校から大学進学し、商学を学ぶ学生が増加している。商業高等学校卒業生は商業高等学校在学中から税理士試験や公認会計士試験の受験勉強をしている。大学進学後も、引き続き、商学の学習を進め、会計大学院進学や税理士試験免除大学院にて税理士科目免除(院免除)をしている。

## 学問領域
|  |  | - 経済学 - マルクス経済学 - ミクロ経済学 - 貿易理論 - 産業組織論 - マクロ経済学 - 計量経済学 - 国際経済貿易学 - ゲーム理論 - 行動経済学 - 行動ファイナンス理論 - 国際経済学 - 開発経済学 - 社会経済学 - 経済地理学 - 労働経済学 - 財政学 - 経済史 - 経済学史 - 経済政策 | - 数学 - 代数学 - 線型代数学 - 解析学 - 微分積分学 - 統計学 - 計算機科学 - 確率論 - 数理ファイナンス | - 法学 - 民法 - 商法 - 会社法 - 労働法 - 独占禁止法 - 租税法 - 金融商品取引法 - 国際法 - 国際経済法 | - 社会科学 - 社会学 - 産業社会学 |

## 研究文献
- 福田敬太郎（1966年）『商学原理』千倉書房。
- 荒川祐吉（1983年）『商学原理』中央経済社。
- 森下二次也編（1967年）『商業概論』有斐閣。
- 久保村隆祐・原田俊夫（1973年）『商業学を学ぶ』有斐閣。
- 林周二（1999年）『現代の商学』有斐閣
- 黒田重雄・佐藤芳彰・坂本英樹（2000年）『現代商学原論：交換や取引の方式を考える』千倉書房。
- 石原武政・忽那憲治編（2013年）『商学への招待』有斐閣。
- 神戸大学経済経営学会編著(2016年)『ハンドブック経営学[改訂版]』、ミネルヴァ書房。ISBN 978-4623076734。
- 上林憲雄編著『経営学の開拓者たち: 神戸大学経営学部の軌跡と挑戦』中央経済社 (2021年)。ISBN 978-4502377518
- 日本会計史学会長 工藤栄一郎「明治初期における簿記知識の社会普及と『帳合之法』および慶應義塾の貢献」福澤諭吉年鑑 50号 pp.23-38 2023年12月